# Escut de Benavites
L'escut de Benavites és un símbol representatiu oficial de Benavites, municipi del País Valencià, a la comarca del Camp de Morvedre. Té el següent blasonament:
| « | Escut quadrilong de punta redona, partit. En el primer quarter, en camp d'argent, una torre del seu color, maçonada i aclarida de sable. En el segon, de gules, bordura componada d'or, amb una campana d'or al centre. Per timbre, una corona reial oberta. | » |

## Història
L'escut fou aprovat per Resolució de 17 de maig de 2007, del conseller de Justícia, Interior i Administracions Públiques, publicada al DOCV núm. 5.525, d'1 de juny de 2007.
S'hi inclou la Torre de Benavites, l'edifici més emblemàtic del poble i de la vall de Segó, d'estil renaixentista, que l'Ajuntament representa de manera naturalista, contràriament als usos heràldics habituals. Al costat apareixen les armes dels Roís de Corella, senyors del poble al segle xv.